# Liste von Persönlichkeiten aus Porlezza
Diese Liste enthält in Porlezza geborene Persönlichkeiten und solche, die in Porlezza ihren Wirkungskreis hatten, ohne dort geboren zu sein. Die Liste erhebt keinen Anspruch auf Vollständigkeit.

## Persönlichkeiten
- Künstlerfamilie della Porta[1]

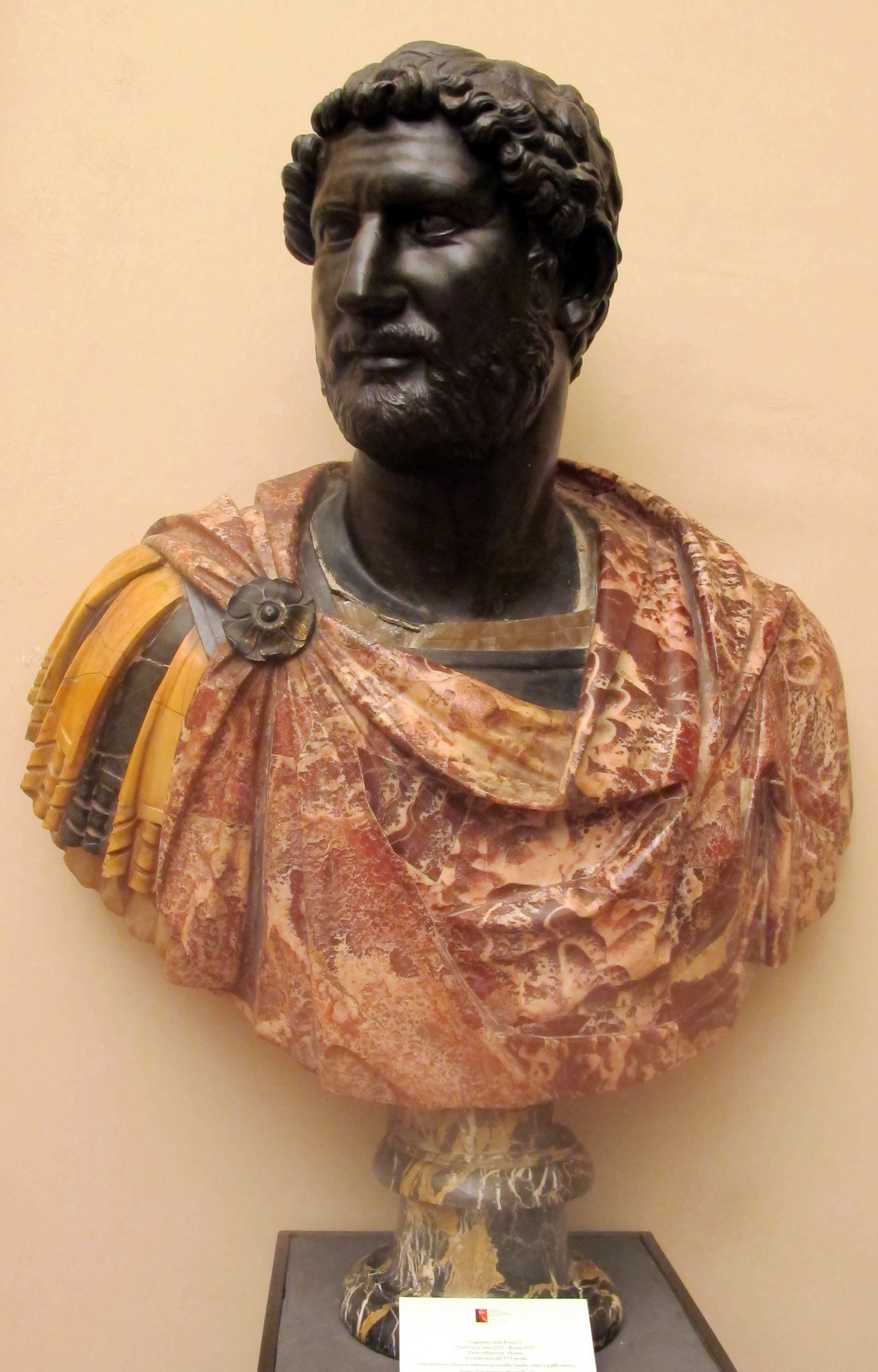
Guglielmo della Porta, Kaiser Adrian

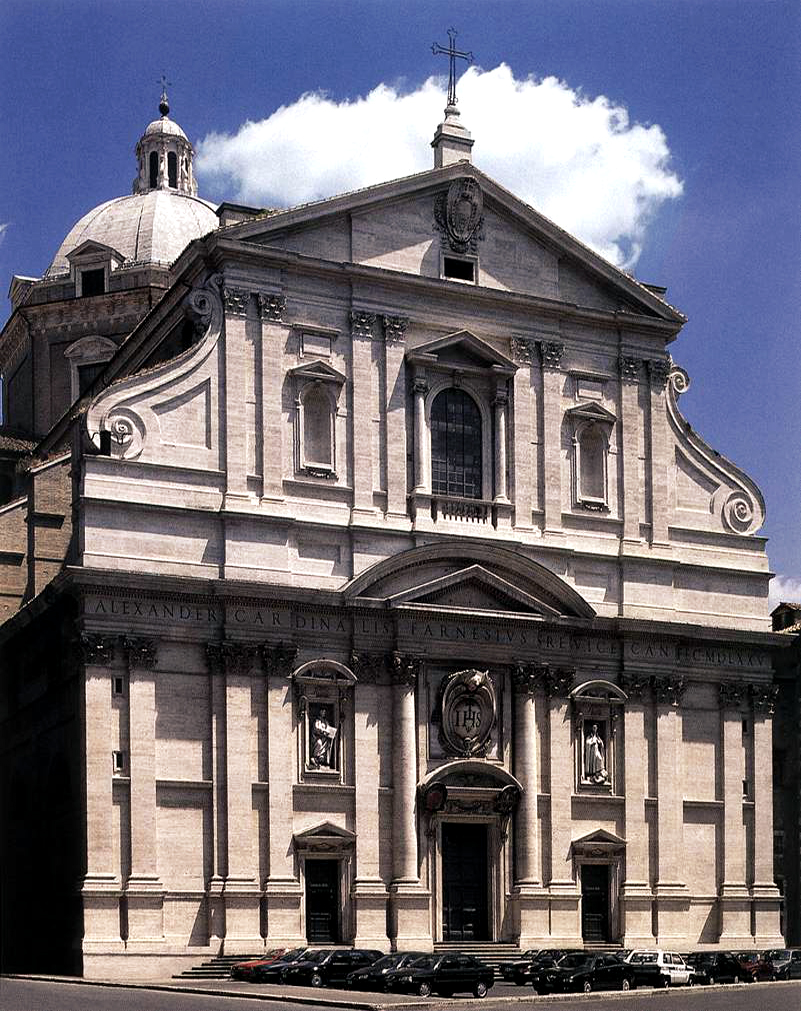
Giacomo della Porta: Fassade der Kirche Il Gesù

  - Giacomo della Porta (* 1430 in Porlezza; † um 1481 in Pavia ?), Bildhauer[2]
  - Bartolomeo Della Porta (* um 1460 in Porlezza; † um 1514 in Genua ?), Sohn des Giacomo, Bildhauer[1][3]
  - Antonio della Porta genannt Tamagnino (* um 1471 in Osteno; † um 1520 in Porlezza), Sohn von Giacomo, Bildhauer, Architekt tätig in Pavia, in Genua, in Frankreich
  - Giovanni Giacomo Della Porta (1485–1555), Sohn von Bartolomeo, Bildhauer, Architekt in Genua
  - Guglielmo della Porta (* um 1500 in Porlezza; † 1577 in Rom), Neffe von Giovan Giacomo, Bildhauer, Architekt und Restaurator des Manierismus.
  - Giovan Francesco della Porta (* um 1500 in Porlezza; † nach 1555 in Genua), Neffe von Gian Giacomo, Maler[4]
  - Giuseppe Della Porta (* um 1520 in Porlezza; † nach 1555 in Genua), Sohn von Giovan Francesco, Bildhauer; er wird von seinem Onkel Gian Giacomo zum Erben eingesetzt[5]
  - Giacomo della Porta (* 1532 in Porlezza; † 1602 in Rom), Bruder des Guglielmo, Architekt und Bildhauer, beendete den Bau der Kuppel des Petersdoms
  - Giovanni Battista della Porta (* um 1542 in Porlezza; † vor dem 15. Oktober 1597 in Rom), Sohn des Alessio, Bildhauer
  - Tommaso della Porta (* um 1542 in Porlezza; † vor dem 24. November 1606 in Rom), Bruder des Giovanni Battista, Bildhauer[6][1]

- Giovan Pietro Barca (* um 1540 in Porlezza; † nach 1582 in Kloster Louka), Architekt, tätig in Region Südmähren[7]
- Antonio Maria Caneva genannt il Porlezzino (* um 1595 in Porlezza; † nach 1642 ebenda), Architekt und Maler. In Bergamo entwarf der den Neubau der Kirche San Bartolomeo.[8][9]

- Künstlerfamilie Rezzi/a
  - Martino Rezzi (* um 1580 in Porlezza oder Lugano?; † um 1650 in Genua), Bildhauer, tätig in Sacro Monte di Varese 1620 und in Genua[10][11]
  - Simone Rezzi (* um 1600 in Porlezza oder Lugano?; † um 1650 in Genua), Bildhauer, tätig in Genua[12][13]
  - Giovanni Battista Rezia (* um 1610 in Porlezza), Altarbilder, Stuckateur, tätig in der Kollegiatkirche von San Vittore GR 1643 und in der Pfarrkirche von Corzoneso 1679[14]
  - Domenico Rezia (* um 1650 in Porlezza), Stuckateur tätig in Semione in Oratorium Santa Maria Bambina im Ortsteil Navone 1678/1683[15]

- Künstlerfamilie Muttoni

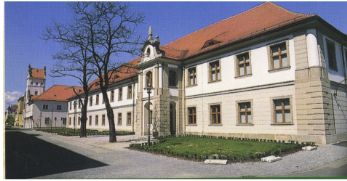
Philipp Muttone, Das Gebäude Waldsassener Kasten

  - Antonio Muttoni (* um 1660 in Cima, Fraktion der Gemeinde Porlezza; † nach 1711 ebenda), Architekt, er baute in Vicenza den Palast Repetta (heute Banca d’Italia)[16]
  - Francesco Cristoforo Muttoni (* 1666 in Cima; † 1726 in Waldsassen), Stuckateur; er arbeitete 1695–1698 in Waldsassen, wo gerade die Stiftskirche unter der Leitung von Giovanni Battista Carloni aus Scaria ausgeschmückt wurde. Muttoni und sein Kollege Alessandro Bernasconi aus Riva San Vitale heirateten die beiden Töchter eines Bäckermeisters und ließen sich in Waldsassen nieder.[17]
  - Francesco Antonio Muttoni (* 22. Januar 1669 in Cima, Fraktion der Gemeinde Porlezza; † 21. Februar 1747 in Vicenza), Architekt, Ingenieur und Architekturwissenschaftler, Forscher über Andrea Palladioswerke[18][19][17]
  - [20] Carlo Domenico Muttoni (* um 1675 in Cima; † nach 1714 ebenda), Stuckateur, tätig am königlichen Palast in Turin[21]
  - Philipp Muttone alias Filippo Giacomo Muttoni (* 1699 in Waldsassen; † 1775 ebenda), Sohn des Francesco Cristoforo aus Cima, Baumeister und Architekt im Oberpfälzer Stiftland (Landkreis Tirschenreuth), seit 1733 Laienbruder im Kloster Waldsassen. Er baute zahlreiche Kirchen, darunter St. Jakob in Marchaney und Maria Himmelfahrt in Beidl, Pfarrhäuser und Amtsgebäude sowie die zwei Muttone-Brücken in Tirschenreuth und Waldsassen. Ferne war er am Bau von Schloss Fockenfeld und des Waldsassener Kasten in Weiden beteiligt. In der Stiftskirche Waldsassen entwarf er das Gästeoratorium unterhalb der Orgelempore[17]
  - Pietro Giuseppe Muttoni (* um 1700 in Cima; † nach 1733 in Turin), Stuckateur und Bauunternehmer in Turin; 1733 Unterschrieb er zusammen mit Pietro Filippo Somazzi aus Canobbio einen Vertrag für Stuckarbeiten im neuen Palazzo Reale di Torino nach dem Entwurf des Architekten Filippo Juvarra[17][22]
  - Giorgio Muttoni (* um 1710 in Cima; † nach 1740 ebenda), Stuckateur, tätig am königlichen Palast in Turin, Racconigi, Stupinigi und Venaria Reale[23]
  - Giuseppe Muttoni (* um 1710 in Cima; † nach 1740 ebenda), Stuckateur, tätig am königlichen Palast in Turin, Racconigi, Stupinigi und Venaria Reale[24]
  - Carlo Muttoni (* um 1710 in Cima; † nach 1740 ebenda), Maler, tätig am königlichen Palast in Turin[25]

- Ambrogio Longhignana (eigentlich Rimoldi) (* um 1430 in Como ?; † 1485 in Mailand), Militär, er nahm an der Schlacht bei Giornico teil, dann besaß er das Lehen Porlezza und Cavargna[26]
- Giovanni di Giacomo da Porlezza (* um 1490 in Porlezza; † nach 1524 in Vicenza), Architekt und Bildhauer, tätig mit Girolamo Pittoni und Andrea Palladio[27]
- Nicolò da Corte (* um 1495 in Cima; † nach 1555 ebenda ?), Sohn von Francesco, Bildhauer und Architekt in Genua und Granada; er begann eine dauerhafte Zusammenarbeit mit Gian Giacomo und Guglielmo Della Porta[28][29][30][31]
- Giovanni Brandi (Brando) (* um 1600 in Porlezza; † nach 1655 ebenda), Künstler, Stuckateur. In den Jahren 1652–1655 schuf er die Stuckdekorationen in der Pfarrkirche von Preonzo. Er ist wahrscheinlich mit dem 1627 in Spiez bezeugten Stuckateur Giovanni Brando zu identifizieren[32]

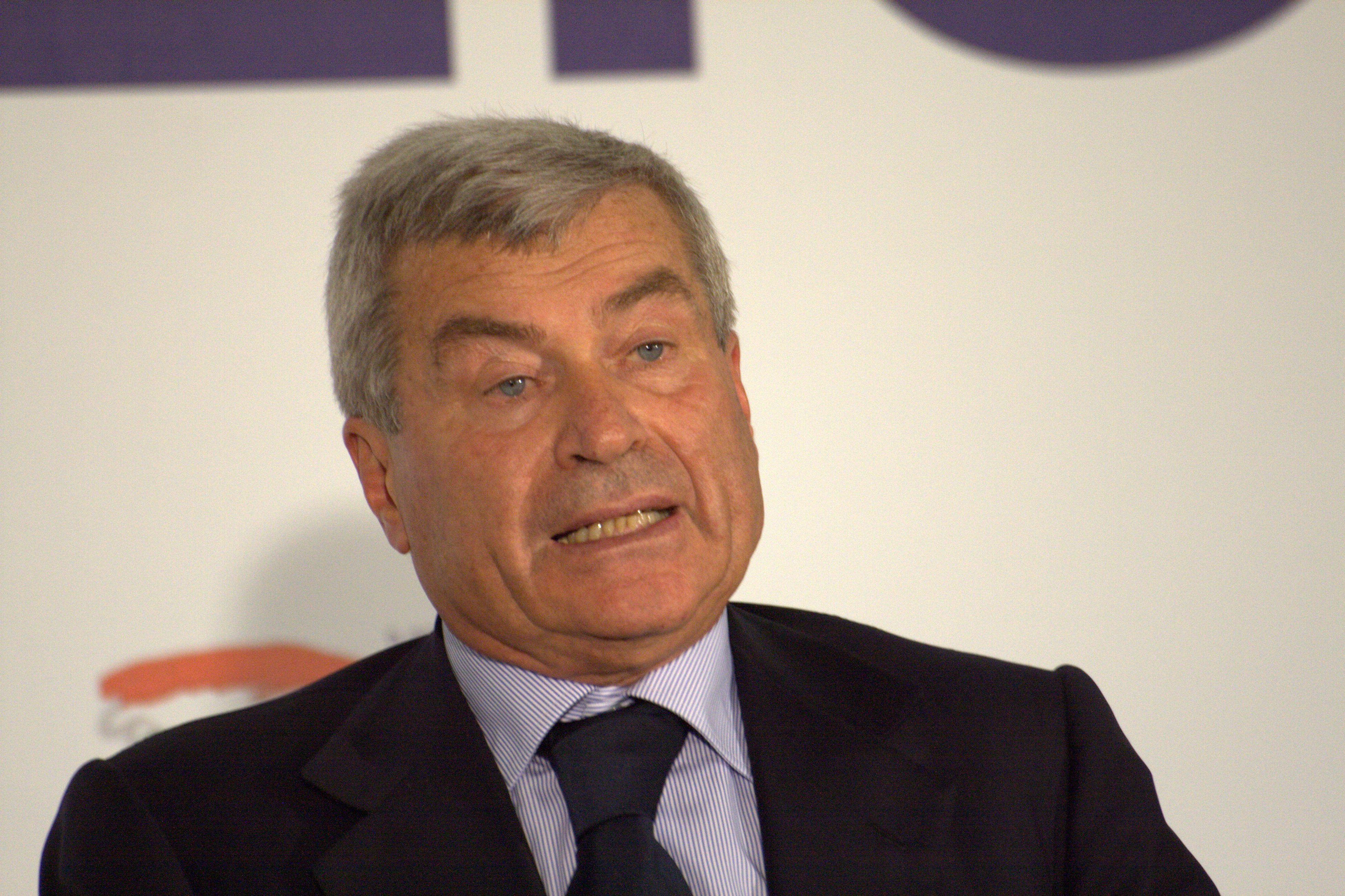
Carlo Sangalli

- Giovanni Battista Cocchi (* 22. März 1701 in Porlezza; † 1759 in Toruń), Sohn des Antonio, Architekt in Chełmża und Toruń.[33][34]
- Livia Bianchi (* 19. Juli 1919 Melara; † 21. Januar 1945 in Cima), Partisanin, Goldmedaille für militärische Tapferkeit.
- Carlo Sangalli (* 31. August 1937 in Porlezza), Präsident des Confcommercio
- Alverio Gualandris (* um 1938 in Porlezza; † 21. Januar 2025[35][36]), Gymnasiallehrer, Lokalhistoriker, Autor.[37]